# 魔物 (テレビドラマ)
『魔物』（まもの、朝鮮語: 마물）は、2025年4月18日から6月13日までテレビ朝日系「金曜ナイトドラマ」枠で放送されたテレビドラマ。主演は麻生久美子。

## キャスト

### 主要人物
華陣あやめ（かじん あやめ）
演 - 麻生久美子
弁護士。永波法律事務所に所属。
源凍也（みなもと いてや）
演 - 塩野瑛久（高校生時：北島岬）
フェンシングのコーチ。高校の時から同級生の潤の家の離れに住まわせてもらっている。ある日、名田奥太郎殺人事件の容疑者となる。

### 永波法律事務所
渚来美（なぎさ くるみ）
演 - 宮本茉由
パラリーガルであやめの右腕。
今野昴（こんの すばる）
演 - 大倉孝二
あやめの先輩弁護士。
井村讃一郎（いむら さんいちろう）
演 - 宮崎吐夢
代表。

### 源家
源夏音（みなもと かのん）
演 - 北香那（高校生時：池田朱那、幼少期：沢田優乃）
凍也の妻。「サロンMYクイーン」ネイリスト。夫と共に名田家の離れに住んでいる。あやめに夫の弁護を依頼する。

### 名田家
名田潤（なだ じゅん）
演 - 落合モトキ（高校生時：柴崎楓雅）
凍也の高校時代からの友人。最上陽子・名田奥太郎夫妻のひとり息子。
サニー
演 - アルト
名田家で飼われているゴールデン・レトリバー。凍也に懐いている。
最上陽子（もがみ ようこ）
演 - 神野三鈴
潤の母。元人気キャスターで、現在は業界最大手のコスメブランド「MYクイーン」を立ち上げた実業家。政界入りを目論んでいると噂されている。
名田奥太郎（なだ おくたろう）〈60〉
演 - 佐野史郎
潤の父、最上陽子の夫。20代で作家としてデビューし、現在は美麗大学 教授。あやめの大学時代の恩師。ある日、自宅で首を絞められて殺害される。

### 青梅南警察署
金原真澄（きんばら ますみ）
演 - うらじぬの
所轄の刑事課に所属する中堅刑事。
仁川鯨（にかわ けい）
演 - 若林時英
刑事。金原の後輩。

### その他
検察官
演 - 須田邦裕
あやめ被告裁判の検事。
裁判長
演 - 坂本直季
あやめ被告裁判の裁判長。

### ゲスト

#### 第1話
大学生
演 - 夏目透羽（役名：江東奈央、第3話）、高島礼菜、徳江かな
奥太郎の授業でセクハラにあったと訴える女子大生。

練習生
演 - 希咲うみ、 及川あゆむ
凍也からフェンシングの指導を受けるクラブの練習生。

#### 第2話
新堂スズエ
演 - 梅沢昌代
奥太郎の葬儀に参列する姉。
源斗司夫
演 - 大沢健（第7話）
妻が家を出て行ってから凍也と2人暮らしの父。凍也に暴力をふるっていた。仕事中、事故で死去。
後輩コーチ
演 - 深澤嵐（第4話 - 第7話）
凍也のフェンシングクラブの後輩コーチ。高校も同じだった。
丁賀達彦
演 - 川井つと（第3話 - 第7話）
永波法律事務所のクライアント「丁賀建設」の専務。
惣原康介
演 - 山本浩司（第3話 - 第7話）
「丁賀建設」顧問弁護士。
源真弓
演 - 中島多羅
凍也が幼い頃、1人で家を出て行った母。斗司夫の死後、凍也の元に現れ一緒に暮らそうと言うが、香典や金目の物を盗んで姿を消す。
コーチ
演 - 高木公佑（第5話）
凍也たちの高校のフェンシング部 コーチ。
刑事
演 - 内藤五胤（第4話・第5話）
青梅南警察署 刑事。

#### 第3話
華陣丈太、華陣芙美
演 - 橋爪淳、岡まゆみ
あやめの両親。
華陣百合
演 - 大塚千弘
あやめの妹。一流企業に勤める夫のいる子持ち主婦。
夏音の従姉妹
演 - 笹原妃菜、笹原妃栞

女の子
演 - 根岸令奈

華陣百合の息子
演 - 近江晃成

#### 第5話
店長
演 - 澁谷麻美（第7話）
「サロンMYクイーン」店長。

丁賀達彦の愛人
演 - たなかさと

キャスター
演 - 道岡桃子（最終話）
名田奥太郎死亡の顛末を報道するキャスター。

#### 第7話
警察官
演 - 高田里穂
制服警官。
店員
演 - 野二紀人（第4話・第6話）
ドラッグストア店員。万引きした高校生の夏音を追いかけて、車に轢かれて死亡する。
講師
演 - 横内亜弓
アンガーマネジメントの講義をする講師。
客
演 - 市原朋彦
夏音を指名している「サロンMYクイーン」の客。

#### 最終話
男性
演 - オダギリジョー
「大丈夫ですか？」とあやめに声をかける花束を持った男性。
親子
演 - 岡部麟、養老花奏
あやめが代表を務めるNPO法人「未来ステップ」に相談に来る母子。
裁判長
演 - 荒木誠
夏音被告裁判の裁判長。

## スタッフ
- 原案 - シン・ウニョン
- 脚本 - 関えり香[1]
- 監督 - チン・ヒョク、瀧悠輔、二宮崇[1]
- 音楽 - jizue[1]
- OST[27]
  - ポルカドットスティングレイ「魔物」（UNIVERSAL SIGMA）
  - Mori Calliope「Die For You」（EMI Records）
  - tonun「触れていたい」（UNIVERSAL SIGMA）
  - 柚木みいな「ツミビト」
  - 松任谷由実「岩礁のきらめき」（EMI Records）
- エグゼクティブプロデューサー - 内山聖子（テレビ朝日）、パク・ジュンソ（SLL）[1]
- ゼネラルプロデューサー - 中川慎子（テレビ朝日）、チェ・へウォン（SLL）[1]
- プロデューサー - 貴島彩理（テレビ朝日）、イム・チョヒ（SLL）、河野美里（ホリプロ）[1]
- 制作著作 - テレビ朝日、SLL Joongang Co., Ltd（朝鮮語版）[1]
- 制作協力 - ホリプロ[1]

## 放送日程
| 話数                                                         | 放送日  | サブタイトル                           | 監督         | 視聴率 |
| ------------------------------------------------------------ | ------- | -------------------------------------- | ------------ | ------ |
| 第1話                                                        | 4月18日 | 日韓共同制作ドラマ"愛した男は殺人犯―?" | チン・ヒョク |        |
| 第2話                                                        | 4月25日 | 愛欲のキムチチゲ                       | チン・ヒョク |        |
| 第3話                                                        | 5月02日 | 偽りのサムギョプサル                   | 瀧悠輔       |        |
| 特別編                                                       | 5月09日 | 日韓共同制作の裏側                     |              |        |
| 第4話                                                        | 5月16日 | ほじくってケランチム                   | 二宮崇       |        |
| 第5話                                                        | 5月23日 | 戦慄のサムゲタンパーティー             | 二宮崇       |        |
| 第6話                                                        | 5月30日 | 漆黒のジャージャー麺                   | 瀧悠輔       |        |
| 第7話                                                        | 6月06日 | 許しがたきスンドゥブ                   | 二宮崇       |        |
| 最終話                                                       | 6月13日 | 人生は激辛ラーメン                     | 二宮崇       |        |
| （視聴率はビデオリサーチ調べ、関東地区・世帯・リアルタイム） |         |                                        |              |        |